# Ново-Шаройское сельское поселение
Ново-Шаройское се́льское поселе́ние — муниципальное образование в Ачхой-Мартановском районе Чечни Российской Федерации.
Административный центр — село Новый Шарой.

## История
Статус и границы сельского поселения установлены Законом Чеченской Республики от 14 июля 2008 года № 40-РЗ «Об образовании муниципального образования Ачхой-Мартановский район и муниципальных образований, входящих в его состав, установлении их границ и наделении их соответствующим статусом муниципального района и сельского поселения».

## Население
| 2010  | 2012  | 2013  | 2014  | 2015  | 2016  | 2017  |
| ----- | ----- | ----- | ----- | ----- | ----- | ----- |
| 1924  | ↗1961 | ↗1994 | ↗2030 | ↗2066 | ↗2104 | ↗2113 |
| 2018  | 2019  | 2020  | 2021  | 2023  | 2024  |       |
| ↗2131 | ↗2203 | ↗2237 | ↘1804 | ↗1828 | ↗1850 |       |

## Состав сельского поселения
| № | Населённый пункт | Тип населённого пункта | Население |
| - | ---------------- | ---------------------- | --------- |
| 1 | Новый Шарой      | село                   | ↗1850     |